# 逢源路 (廣州)
逢源路是中华人民共和国广东省广州市荔湾区西关的一条南北走向的道路，北起龙津西路，南接多宝路，中段与宝源路相交。全长660米，宽17.5米，路面为沥青路面。
逢源路于1932年由逢源东街扩建而成，附近有逢源桥。未来计划向南延伸与蓬莱路相连。

## 历史
逢源路的前身是清朝康熙年间建成的逢源区的逢源东街。同治以及光绪年间，随着西关地区纺织业与商业的进一步发展，多宝住宅区与逢源住宅区开始成形，逢源东街、逢源西街、逢源正西街等街道开始兴旺。逢源住宅区近泮塘禾田菜地，园地颇多。逢源东街是逢源区的东界。1932年，逢源东街扩建为逢源路。

## 街區變遷
2009年6月，广州市政府决定清拆逢源路内八条老街，牽涉逢源路宝麟坊、宝盛大街、宝盛横街、宝盛沙地、宝德里全部房屋以及宝源正街、宝源北街、逢源路104号至114号的房屋，約160間西關舊屋會被夷為平地。由於此片西關大屋眾多，引发社會關注，但當局並無理會街區保育問題，如期清拆街區，令五條充滿西關風情的老街從此消失。
2009年11月當局開始清拆。2010年3月18日，最后一户民居被拆。其中居住的一家三口已经搬往新居。只剩下三户住改商街坊老店仍在与拆迁方协商。整片歷史街區就此消失。
到2013年，原地落成寶盛新家園樓盤，為廣州三舊改造以來市中心最大回遷房社區，安置超過1100戶居民回遷，包括恩寧路改造涉及的將近600戶街坊。

## 与之交汇道路
- 顺序由北往南排列
- 龙津西路
- 荔枝湾路（马路已重新恢复为荔枝湾涌）
- 宝源路
- 多宝路

## 公共交通
- 广州地铁1号线長壽路站

均在鄰近逢源路位置設有出口。